# باويز سترزيلك
السير باويز إدموند سترزيلك (24 يونيو 1797- 6 أكتوبر 1873)، المعروف أيضًا باسم بول إدموند دي سترزيلك، هو مستكشف، وجيولوجي، ومُحسن بولندي والذي أصبح في عام 1845 أيضًا موطنًا بريطانيًا، حائز على وسام القديس ميخائيل والقديس جرجس، ووسام الحمّام، وزمالة الجمعية الملكية، والجمعية الجغرافية الملكية. اشتهر بمساهماته في استكشاف أستراليا، ولا سيما الجبال الثلجية، وتاسمانيا بالإضافة إلى تسلق وتسمية أعلى جبل في القارة -جبل كوسيياسكو (2228 م).

## أستراليا

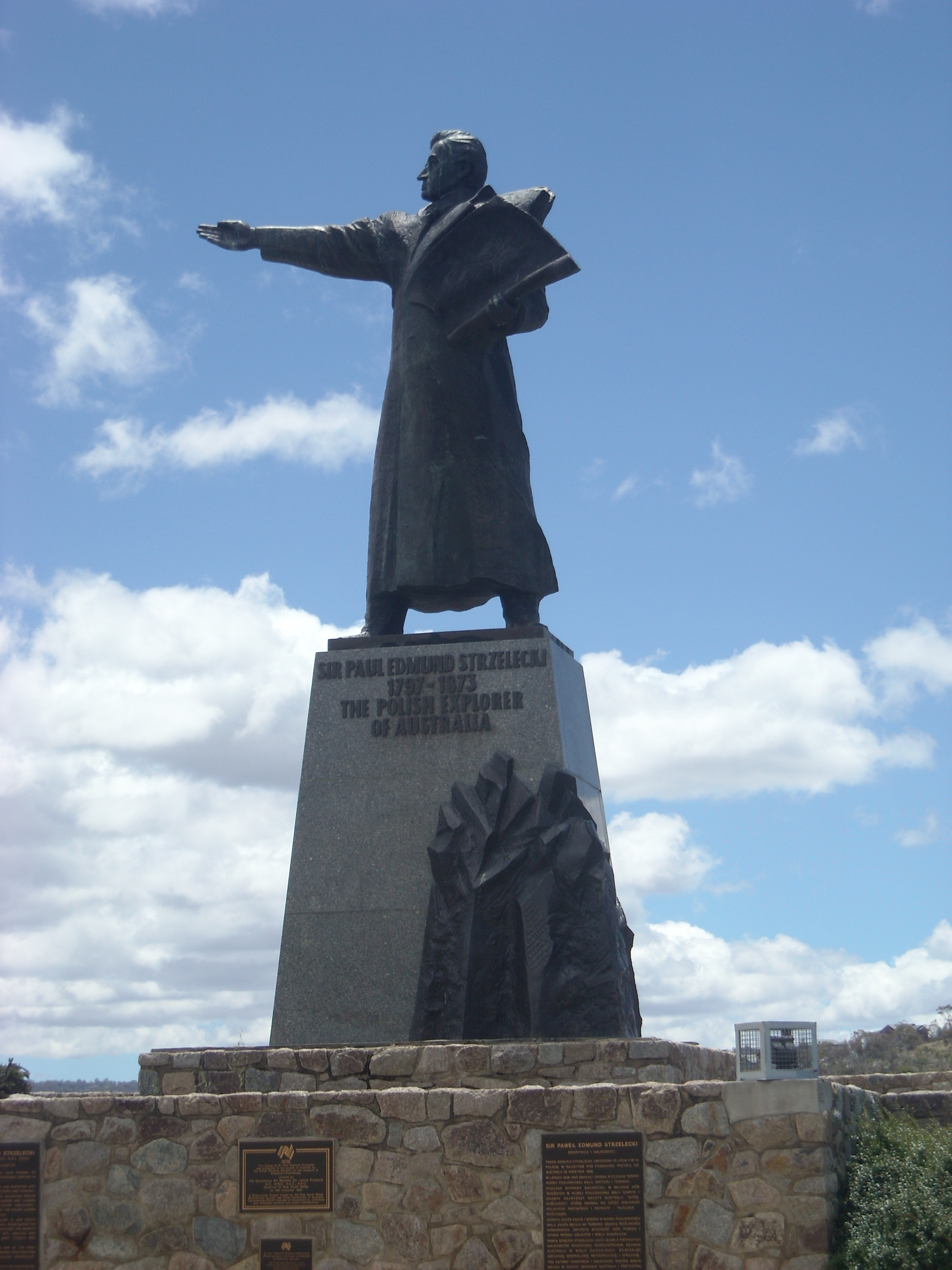
اسم الملف:Jindabyne-Strzelecki statue.jpg
الوصف:Statue of Sir Paweł Edmund Strzelecki in Jindabyne, New South Wales.
الترخيص:Public domain
التاريخ:2008-12
الصانع:--Jimbo[online]
التصنيفات:Jerzy Sobociński، Jindabyne, New South Wales، Paweł Edmund Strzelecki، Statues of explorers from Poland، Statues of explorers in Australia، Statues of standing men in Australia

وصل سيدني في 25 أبريل 1839. زار ملكية صديقه جيمس ماكارثر في كامدن. كتب عن لقائه مع صانعي الخمور الألمان الذين جلبهم الماكارثر إلى أستراليا من منطقة راينغو. كتب: «كنت قد ذهبت مع مضيفي لإلقاء نظرة على المزرعة والحقول وكروم العنب، - التي كانت متجاورة مع الصف الأخير المؤلف من ستة أكواخ أنيقة، محاطة بحدائق المطبخ، ويسكنها ست عائلات من مزارعي الكروم الألمان، الذين هاجروا قبل عامين إلى نيو ساوث ويلز، إما لأنهم مضطرين، أو يغريهم الأمل في العثور على الثروة، والسلام، والسعادة وراء البحر، وربما العدالة والحرية. كانت التحية الألمانية التي ألقيتها على المجموعة الأقرب، أشبه بجرس الإشارة، أدت على الفور إلى تحريك المستعمرة بأكملها. ركض الآباء والأمهات والأطفال من جميع الجهات ليروا، ويحيوا، ويتحدثوا إلى السيد الذي جاء من ألمانيا. رحبوا بي لأني ابن بلدهم، وكانوا سعداء، وسألوني عن ألمانيا، ونهر الراين، وبلدتهم الأصلية. كنت بعيدًا عن خداعهم.»
كان اهتمامه الرئيسي هو علم المعادن في أستراليا. في سبتمبر اكتشف الذهب والفضة بالقرب من ويلينغتون، وفي وادي كلويد بالقرب من هارتلي. جمع هناك عينات عديدة من الذهب الأسترالي، والتي أُرسلت إلى الجيولوجي البارز السير رودريك مورشيسون من لندن، وكذلك إلى برلين، لكن حاكم نيو ساوث ويلز، السير جورج غيبس، كتم الأخبار حول الاكتشاف خوفًا من الاضطرابات بين 45,000 مدان.
في وقت لاحق من عام 1839، انطلق سترزيلك في رحلة استكشافية إلى جبال الألب الأسترالية واستكشف الجبال الثلجية مع جيمس ماكارثر، وجيمس رايلي، واثنين من مرشدي السكان الأصليين: تشارلي تارا وجاكي. في عام 1840 صعد أعلى قمة في البر الرئيسي لأستراليا وأطلق عليها اسم جبل كوسيياسكو، لتكريم تاديوش كوسيوسكو، أحد الأبطال الوطنيين لبولندا وبطل الحرب الثورية الأمريكية. في الخرائط الفيكتورية (ولكن ليس في خرائط نيو ساوث ويلز)، ارتبط اسم جبل كوسيياسكو خطًأ بالقمة المجاورة، والمعروفة حاليًا باسم جبل تاونسند، وتسبب ذلك لاحقًا في العديد من الالتباسات، بما في ذلك المعلومات غير الصحيحة الحديثة حول تبديل أسماء الجبال. من هناك اكتشف سترزيلك جيبسلاند التي سماها على اسم الحاكم. بعد اجتياز نهر لا تروب، وجد أنه من الضروري التخلي عن الخيول، وجميع العينات التي جُمعت، ومحاولة الوصول إلى ويسترن بورت. كانوا على حافة المجاعة لمدة 22 يومًا، لكن مرشدهم تشارلي أنقذهم في النهاية من خلال معرفته وقدرته على الصيد، فقد اصطاد الحيوانات المحلية ليأكلوها. وصل المجموعة، المستنزفة عمليًا، إلى ويسترن بورت في 12 مايو 1840 ووصلوا إلى ملبورن في 28 مايو. سًميت سلسلة جبال سترزيلك على شرفه.
منذ عام 1840 وحتى عام 1842، في لاونسستون، تاسمانيا (المعروفة آنذاك بأرض فان ديمن)، استكشف سترزيلك تقريبًا كل جزء من الجزيرة، عادة سيرًا على الأقدام مع ثلاثة رجال واثنين من الخيول المحملة. قدم له أصدقاؤه، نائب الحاكم، والسير جون فرانكلين، وزوجته السيدة جين كل مساعدة في مساعيه العلمية.
غادر سترزيلك تاسمانيا في 29 سبتمبر 1842 على متن سفينة بخارية ووصل إلى سيدني في 2 أكتوبر. جمع العينات شمال نيو ساوث ويلز في نهاية ذلك العام، وفي 22 أبريل 1843 غادر سيدني بعد أن قطع 11,000 كيلومتر (7000 ميل) عبر نيو ساوث ويلز وفيكتوريا وتاسمانيا، لفحص الجيولوجيا على طول الطريق. ذهب إلى إنجلترا بعد زيارة الصين، وجزر الهند الشرقية، ومصر.
في عام 1845 نشر كتابه الوصف المادي لنيو ساوث ويلز وأرض فان ديمن. نال الكتاب ثناء تشارلز داروين وعلماء آخرين وحصل على الميدالية الذهبية للجمعية الجغرافية الملكية. كان مصدرًا لا نظير له للمعرفة في أستراليا لمدة خمسة وأربعين عامًا على الأقل. نشر أيضًا أول خريطة لجيبسلاند ووصفها ما ساعد على فتح هذا الجزء الخصب من فيكتوريا. أنتج أول خريطة جيولوجية كبيرة لشرق أستراليا وتاسمانيا.
في عام 1845 حصل على الجنسية البريطانية.